# Jan Samec mladší
Jan Samec mladší (* 18. listopadu 1955, Karlovy Vary) je karlovarský výtvarník, syn všestranného umělce téhož jména Jana Samce staršího. Zabývá se malbou a kurátorstvím výstav. V Karlových Varech působil v letech 1955–1962 a znovu je zde činný od roku 1980. V roce 2004 se stal ředitelem Galerie umění Karlovy Vary.

## Život
Narodil se 18. listopadu 1955 v Karlových Varech. V letech 1970–1974 studoval Střední průmyslovou školu keramickou v Bechyni a v období let 1974–1979 pak výtvarnou výchovu na Filozofické fakultě Univerzity Karlovy v Praze.
Od roku 1980 do 1983 pracoval jako samostatný odborný pracovník Galerie umění Karlovy Vary, poté v letech 1984–1986 jako pedagog na Lidové škole umění Karlovy Vary. V období let 1986–2004 byl výtvarníkem ve svobodném povolání se zaměřením na malbu, velkoformátovou kresbu, užitou i volnou keramiku, instalace v architektuře i ve veřejném prostoru. Od roku 2004 je ředitelem Galerie umění Karlovy Vary.

## Tvorba
Realizoval různé keramické objekty, fontány, dekorativní keramická a skleněná panó a další netradiční prvky interiéru. Instalovány jsou např. v Karlových Varech v budově hlavní pošty, v hotelích Imperiál a Bristol a řadě dalších významných budov.
Výběr z tvorby:
- 1985 – Socialistické Chebsko, Historický Cheb – dvojice keramických reliéfů, keramika, spoluautor Milan Neubert; v přízemí a prvním patře bývalé budovy OV KSČ v Chebu, Hradební 22
- počátek 90. let – dekorativní světelná stéla, sklo, keramika, světlo; Cheb, suterénní vinárna Sklep, Májová 40
- 1986 – Sokolovská krajina – keramický reliéf v jídelně domova seniorů, na přelomu let 2011 a 2012 zničeno; Sokolov, Komenského 113
- 2011 – Dva – novodobý reliéf v historické kartuši, kolorovaný hliník, osazeno 4. května, vytvořeno v rámci projektu Chebské niky; Cheb, Jánské nám. 13

## Výstavy
Od roku 1976, kdy Jan Samec poprvé vystavoval, uskutečnil více než devadesát samostatných výstav. Zde je výběr z nich od roku 2008:
2008
- Herrnburg, Německo, Galerie Altes Zollhaus (s J. Jastramem)
- Hannover, Německo, Galerie Lortzing Art, Weniger ist mehr
- Praha, Viola, Fragmenty
- Benešov, Muzeum umění a designu, Stereotypy přírody

2009
- Bechyně, Alšova jihočeská galerie, Malba

2010
- Františkovy Lázně, Galerie Brömse, Nejen malba
- Schirnding, Německo, Künstlerhaus, Nicht nur Blau
- Pasov, Německo, Hellge Klinik, Malerei

2011
- Sokolov, kostel sv. Antonína Paduánského, Vrstvy
- Karlovy Vary, Krajská knihovna, Nalezeno v ateliéru
- Mariánské Lázně, Městské muzeum, Stopy

2012
- Náchod, Galerie výtvarného umění, Zatímní stratigrafie
- Hannover, Německo, Galerie Lortzing ART, Neue Mythen
- Jindřichův Hradec, Galerie Špejchar, Malba trochu jinak

2013
- Karlovy Vary, Městská galerie (s Daliborem Nesnídalem)
- Karlovy Vary, Green House, Dva v jednom (s Jiřím Kožíškem)
- Klenová, Galerie Klatovy / Klenová, Spřízněni tvorbou (s Annou Vančátovou)

2014
- Hodonín, Galerie výtvarného umění, Otisky dne a noci

2015
- Praha, „Samec + Samec“, Galerie Michal’s collection (s Janem Samcem nejml.)
- Ústí nad Labem, Univerzita Jana Evangelisty Purkyně, Pedagogická fakulta, Malba

2016
- Hannover, Německo, Theater in der List, Unterwegs / Cestou
- Strakonice, Hrad, Muzeum, Bečvář, Samec, Kožíšek
- Františkovy Lázně, Galerie Brömse, Malba a keramická plastika (s M. Olivou)
- Selb, Německo, Galerie Goller, SAMEC / Malba / Malerei

2017
- Karlovy Vary, Green House, Kino v hlavě (s M. Hanáčkem)
- Hof, Německo, KUNSTpassageHOF, Jan Samec

## Zastoupení ve sbírkách
Svými díly je zastoupen v mnoha sbírkách, například:
- Národní galerie v Praze
- Ministerstvo kultury ČR
- Česká národní banka
- Galerie umění Karlovy Vary
- Západočeská galerie v Plzni
- Galerie výtvarného umění v Chebu
- Galerie Klatovy / Klenová
- Horácká galerie v Novém Městě na Moravě
- Galerie výtvarného umění v Náchodě
- Krajské muzeum Sokolov
- Volksbank Erlangen, Německo
- Sparkkasse Ludwigshafen, Německo
- Shilpangan Gallery Dhaka, Bangladéš
- Galerie NGW Duisburg, Německo
- Landsratamt Wundseidel, Německo
- Stadtamt Heubach, Německo
- Institut für konkrete Kunst, Rehau, Německo
- Gallery of Carlsbad, USA
- Commune Varberg, Švédsko

Též je svými díly zastoupen v mnoha soukromých sbírkách v tuzemsku i zahraničí. Účastnil se řady mezinárodních workshopů v Německu, Dánsku, Švédsku, Itálii, Velké Británii, Rakousku, Bangladéši, Bosně a Herzegovině.

### Rozhovory
- Host: malíř, keramik, kurátor a ředitel Galerie umění v Karlových Varech Jan Samec ml. – rozhovor na stránkách Český rozhlas Radio Plus, moderuje Ivana Chmel Denčevová, 2019-06-06 [cit. 2020-04-14]